# Deutschland (Rammstein)
Deutschland è un singolo del gruppo musicale tedesco Rammstein, pubblicato il 28 marzo 2019 come primo estratto dal settimo album in studio Rammstein.

## Video musicale
Il video musicale, della durata di circa dieci minuti, è stato diretto da Eric Remberg e pubblicato in concomitanza con il lancio del singolo attraverso il canale YouTube del gruppo. Esso ripercorre gli oltre 2000 anni di storia della Germania, incarnata dalla modella nera Ruby Commey, partendo dalle campagne di Germanico nella Germania Magna nel 16 d.C., passando per i cavalieri templari, la caccia alle streghe, la rivoluzione di novembre alla fine della prima guerra mondiale, l'iperinflazione nei primi anni della Repubblica di Weimar, i dorati anni venti, le Bücherverbrennungen del 1933, la tragedia dell'Hindenburg, la seconda guerra mondiale, l'Olocausto, la storia della Repubblica Democratica Tedesca e la Rote Armee Fraktion sino a giungere alle rivolte del 1º maggio.

## Tracce
Testi e musiche di Rammstein.
1. Deutschland – 5:22
2. Deutschland (RMX by Richard Z. Kruspe) – 5:46

## Formazione
Gruppo
- Till Lindemann – voce
- Richard Z. Kruspe – chitarra, voce aggiuntiva
- Paul Landers – chitarra
- Oliver Riedel – basso
- Doktor Christian Lorenz – tastiera
- Christoph Doom Schneider – batteria

Altri musicisti
- Meral Al-Mer – cori

Produzione
- Olsen Involtini – produzione, registrazione, missaggio
- Rammstein – produzione
- Tom Dalgety – produzione aggiuntiva, ingegneria del suono, registrazione
- Florian Ammon – ingegneria e montaggio Pro Tools e Logic
- Svante Forsbäck – mastering

## Classifiche
| Classifica (2019-23)             | Posizione massima |
| -------------------------------- | ----------------- |
| Austria                          | 4                 |
| Belgio (Fiandre)                 | 23                |
| Belgio (Vallonia)                | 73                |
| Finlandia                        | 4                 |
| Francia                          | 100               |
| Germania                         | 1                 |
| Lituania                         | 20                |
| Paesi Bassi                      | 74                |
| Stati Uniti (rock & alternative) | 14                |
| Svezia                           | 44                |
| Svizzera                         | 1                 |
| Ungheria (download)              | 1                 |